# غابرييل كارل
غابرييل كارل هي لاعبة كرة قدم كندية، ولدت في 12 أكتوبر 1998 في مدينة كيبك في كندا. شاركت مع منتخب كندا تحت 17 سنة للسيدات لكرة القدم ‏ ومنتخب كندا لكرة القدم للسيدات.

## وصلات خارجية
- غابرييل كارل على موقع الاتحاد الدولي (مؤرشف)  (الإنجليزية)
- غابرييل كارل على موقع قاعدة بيانات كرة القدم.إي يو (الإنجليزية)
- غابرييل كارل على موقع Soccerway.com (الإنجليزية)
- غابرييل كارل على موقع عالم كرة القدم.نت (الإنجليزية)
- غابرييل كارل على موقع اللجنة الأولمبية الدولية (الإنجليزية)
- غابرييل كارل على موقع أوليمبيديا (الإنجليزية)
- غابرييل كارل على موقع اللجنة الأولمبية الكندية (الإنجليزية)